# Galea reale genovese
La Galea Reale o Grangalea Dogale era l'Imbarcazione ufficiale del Doge della Repubblica di Genova; rappresentava il vertice della potenza marittima della Repubblica di Genova tra il XVI e il XVIII secolo. Utilizzata come nave ammiraglia, essa simboleggiava l’autorità e il prestigio dello Stato genovese, sia in ambito militare che cerimoniale.
Il titolo di “Reale” le veniva attribuito in quanto Genova, pur essendo una repubblica, esercitava il controllo sul Regno di Corsica. Tale titolo, tuttavia, fu per lungo tempo oggetto di controversie con altri Stati marittimi, come la Toscana e l'Ordine di Malta, poiché rivendicare una galea “Reale” significava vantare un grado di sovranità equiparabile a quello di un regno, cosa che spesso generava tensioni diplomatiche nei protocolli di saluto e precedenza navale.
Le galee reali genovesi differivano notevolmente dalle galee ordinarie sia per dimensioni che per dotazioni. Erano lunghe circa 40-50 metri, dotate di un gran numero di remi, ciascuno manovrato da più vogatori, per un totale che poteva superare i 200 rematori. A bordo vi era spazio anche per un contingente di soldati, generalmente pari o superiore al numero dei rematori. La struttura delle galee, lunga e affusolata, non permetteva l’installazione di un armamento pesante in batteria; l’armamento era limitato a un piccolo pezzo d’artiglieria a prua e alcune spingarde laterali. Il loro impiego si fondava quindi su manovrabilità, velocità e azioni di abbordaggio, piuttosto che sul fuoco di artiglieria. Questa debolezza strutturale, tuttavia, le rendeva vulnerabili a una bordata ben diretta proveniente da navi a vela armate pesantemente.
A livello iconografico e simbolico, la galea reale era fastosamente decorata: la poppa ospitava un cassero rialzato con fregi dorati, stemmi della Repubblica e bandiere vistose. A bordo si trovava l’alloggio dell’ammiraglio, spesso attrezzato per ricevere ospiti di rango e tenere consigli di guerra. Le galee reali partecipavano alle più importanti missioni militari del Mediterraneo, incluse le guerre contro i corsari barbareschi e le spedizioni congiunte con le flotte della Spagna o del Papato.